# Pchery
Pchery (en allemand : Pecher) est une commune du district de Kladno, dans la région de Bohême-Centrale, en Tchéquie.Sa population s'élevait à 1 930 habitants en 2020.

## Géographie
Pchery se trouve à 5 km au sud-est de Slaný, à 6 km au nord de Kladno et à 27 km au nord-ouest au centre de Prague.
La commune est limitée par Jemníky et Knovíz au nord, par Brandýsek à l'est, par Kladno au sud, et par Vinařice et Třebichovice à l'ouest.

## Histoire
La première mention écrite de la localité date de 1227 ou 1228.